# Platythelys platensis
Platythelys platensis är en orkidéart som först beskrevs av Lucien Leon Hauman, och fick sitt nu gällande namn av Leslie Andrew Garay. Platythelys platensis ingår i släktet Platythelys och familjen orkidéer. Inga underarter finns listade i Catalogue of Life.